# Bekalta (délégation)
Bekalta est une délégation tunisienne dépendant du gouvernorat de Monastir.
| Hommes | Classe d’âge | Femmes |
| ------ | ------------ | ------ |
| 326    | 75 ou +      | 441    |
| 1 161  | 60-74 ans    | 1 237  |
| 1 799  | 45-59 ans    | 1 682  |
| 1 938  | 30-44 ans    | 2 022  |
| 1 956  | 15-29 ans    | 1 867  |
| 2 441  | 0-14 ans     | 2 221  |